# Blombos

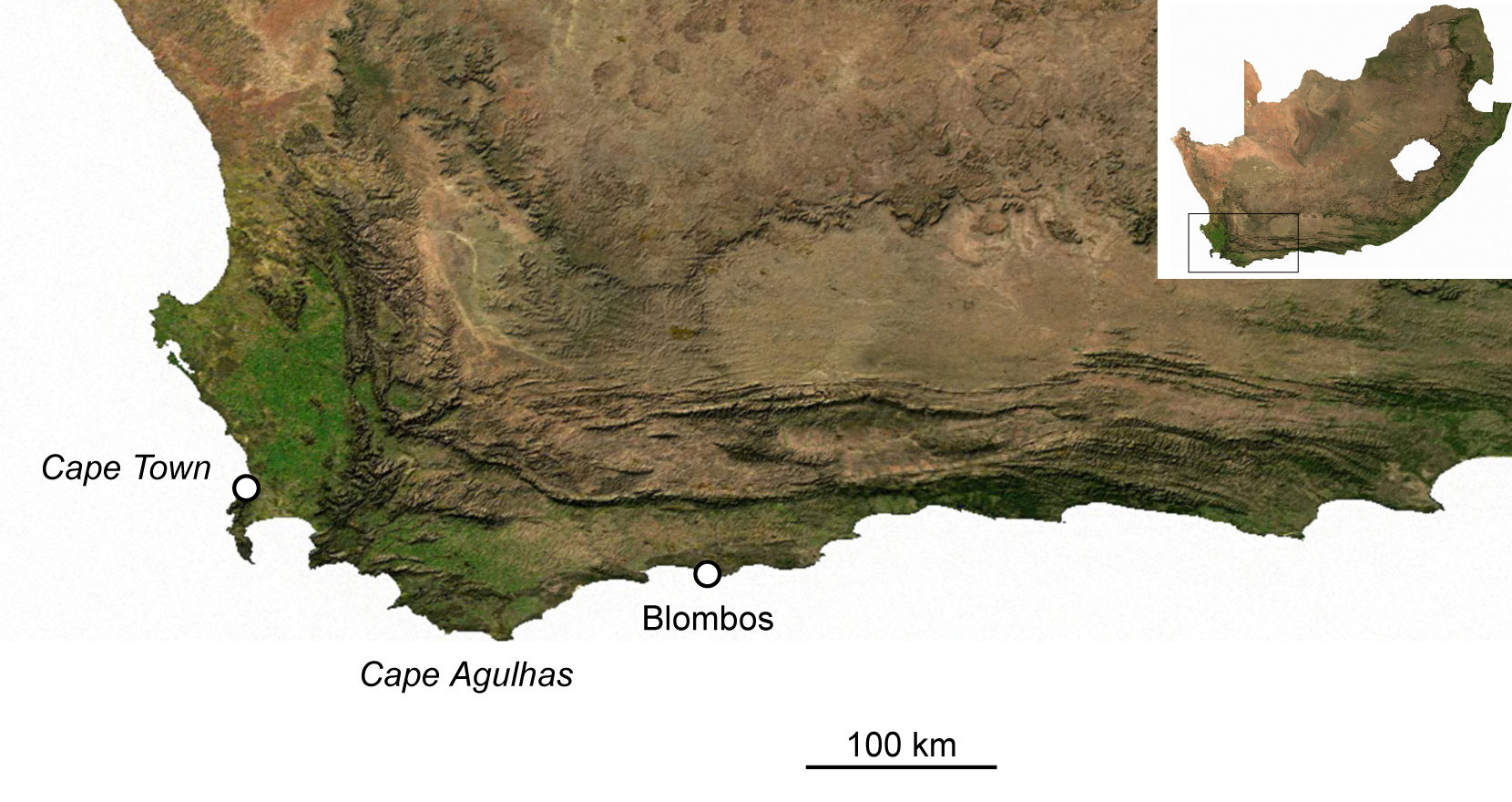
Cartina della costa presso Cape Agulhas, con la localizzazione di Blombos

Blombos è un sito preistorico a Cape Agulhas, in Sudafrica, circa 300 km a est di Città del Capo. Si trova in una piccola grotta che si apre ai piedi di una falesia di calcarenite ed è divenuto celebre per l'inattesa scoperta di vestigia indicatrici di comportamenti moderni e di preoccupazioni estetiche o simboliche (pezzi di ocra incisi con disegni geometrici regolari, punte di freccia, utensili in osso, perle e parti di collane e braccialetti ricavati dalla lavorazione delle conchiglie di piccoli gasteropodi marini) da orizzonti stratigrafici databili tra i 75 000 e gli 80 000 anni fa, ossia al paleolitico medio. Le scoperte fatte a Blombos hanno profondamente modificato la visione attuale della storia dell'arte e dell'evoluzione culturale durante il paleolitico, che apparirebbe più lenta e graduale di quanto non si credesse prima.
I reperti della caverna di Blombos appaiono ora come la prima testimonianza dell'affermarsi di un comportamento creativo e di un sistema simbolico e culturale nell'Homo sapiens.
il 12/09/2018 viene pubblicato su Nature lo studio dell'équipe del Prof. Francesco D'Errico dell'università di Bordeaux, effettuato su una pietra lunga circa 4 cm, un frammento di un blocco più grande, con 9 tratti disegnati con una sorta di matita. Si tratterebbe di un disegno astratto prodotto oltre 73.000 anni fa da un Homo Sapiens con un pezzo di ocra rossa. Si tratterebbe della prima opera pittorica dei nostri antenati appartenente a quella specie. D'Errico spiega che "Il disegno è un simbolo, e il simbolo testimonia la presenza del pensiero astratto. Gli uomini di queste epoche antiche evidentemente avevano già raggiunto questa importante tappa dello sviluppo". In pratica l'artista, per esprimere un disegno astratto doveva avere la capacità di elaborare complicati pensieri.